# Графское (Сумская область)
Графское (укр. Графське) — село,
Яструбинский сельский совет,
Сумский район,
Сумская область,
Украина.
Код КОАТУУ — 5924789803. Население по переписи 2001 года составляло 48 человек.

## Географическое положение
Село Графское находится на берегу ручья Крыга,
выше по течению на расстоянии в 3 км расположено село Грузское,
ниже по течению на расстоянии в 3 км расположено село Баиха (Белопольский район).
В 1,5 км находится село Капитановка.

## Известные уроженцы, жители
Сергей Иванович Колесников — советский хозяйственный, государственный и политический деятель.